# Egalitarisme
Egalitarisme (fra fransk égal som betyde "lige" eller "på samme niveau") er troen på og en ideologi om at opnå alles lige økonomiske, sociale og politiske rettigheder. Det omfatter f.eks. kampen for lige muligheder for alle mennesker i uddannelse og på arbejdsmarkedet, samt ethvert andet sted.
Egalitarisme er egentlig ligestilling mellem såvel køn som race, alder, etnicitet, med mere.
| filosofi | Spire Denne filosofiartikel er en spire som bør udbygges. Du er velkommen til at hjælpe Wikipedia ved at udvide den. |